# Friedrich Meuser

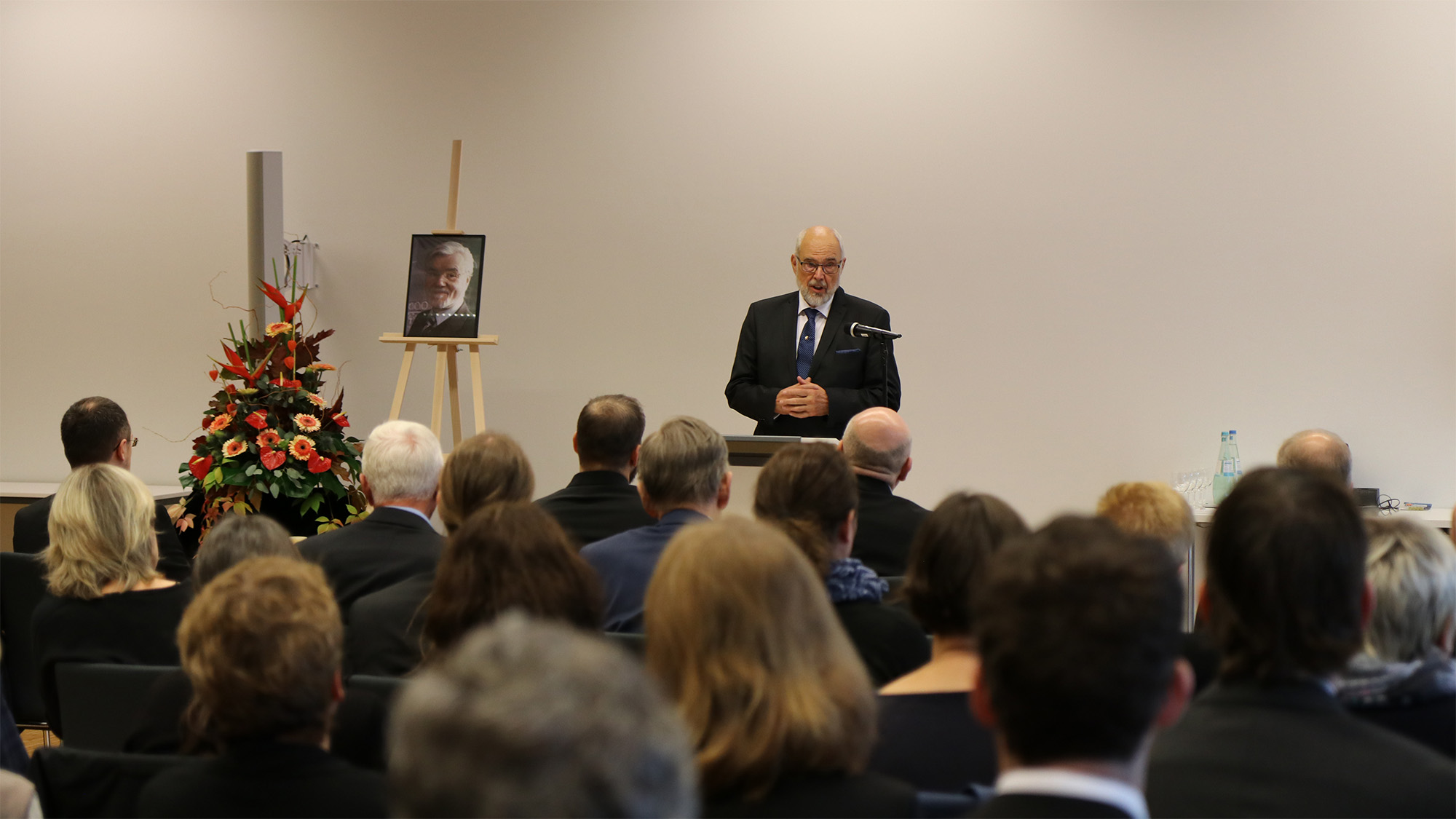
Friedrich Meuser bei einer Gedenkfeier für Ulf Stahl im Oktober 2019

Friedrich Meuser (* 30. November 1938 in Hahnstätten) ist ein deutscher Lebensmitteltechnologe, Getreideforscher und emeritierter Hochschullehrer der TU Berlin (TUB). Der Schwerpunkt seiner Forschungsaktivitäten liegt auf dem Gebiet der mechanischen, thermischen und biotechnologischen Behandlung von Stärken und stärkehaltigen Rohstoffen.

## Leben
Meuser wurde als Sohn von Helma und Paul Meuser geboren; er wuchs in der Nähe von Limburg an der Lahn auf. Der Vater verstarb 1946 in polnischer Kriegsgefangenschaft. Von 1944 bis 1948 besuchte Meuser die Volksschule in Hahnstätten und von 1948 bis 1954 die Realschule in Diez. Danach absolvierte er von 1954 bis 1956 eine Brauerlehre bei der Nassauischen Privatbrauerei in Hahnstätten, in der er bereits vorher während der Schulferien tätig war. Anschließend arbeitete er drei Jahre bei der König-Brauerei in Duisburg, wo er auch 1957 bis 1960 das Abendgymnasium besuchte. 1961 erwarb er an einem Gymnasium in Limburg seine Hochschulreife. Von 1961 bis 1965 studierte er Lebensmitteltechnologie mit Schwerpunkt Brauereitechnologie an der Technischen Universität in Berlin (TUB). Ab 1965 war er als wissenschaftlicher Mitarbeiter bei der Bundesforschungsanstalt für Getreideverarbeitung in Berlin angestellt. 1969 promovierte er über den Einfluß der Phosphorwasserstoffbegasung auf Inhaltsstoffe und technologische Eigenschaften des Getreides bei Matëi Rohrlich an der TUB. 1972 begann seine Lehrtätigkeit an der TUB. 1974 erhielt er den neu eingerichteten Lehrstuhl für Getreidetechnologie an der TUB.
Im Auftrag der Deutschen Gesellschaft für technische Zusammenarbeit (GTZ) betreute er in Beijing den Aufbau eines Institutes für Getreide- und Ölsaaten für das chinesische Binnenhandelsministerium.
Von 1992 bis 1994 gehörte Meuser zum Vorstand der American Association of Cereal Chemists.
1997 initiierte Meuser die Gründung eines Unternehmens zur Entwicklung und Herstellung von Labor-Dekantierzentrifugen, dessen Wissenschaftlicher Berater er seitdem ist.

## Ehrungen und Mitgliedschaften
- Bundesverdienstkreuz 1. Klasse des Verdienstordens der Bundesrepublik Deutschland[4]
- Ehrendoktor der TU München[5]
- Wissenschaftlicher Beirat der Akademie Deutsches Bäckerhandwerk Weinheim
- Wissenschaftlicher Beirat des Deutschen Brotinstituts[6]
- Hans-Dieter-Belitz-Medaille des Forschungskreises der Ernährungsindustrie[7]
- Friedrich-Meuser-Forschungspreis[8]
- Ehrenvorsitzender der Berlin-Brandenburgischen Gesellschaft für Getreideforschung e.V.[9]
- Ehrenmitglied des Institute for Advanced Training of Managers and Specialists of the R.S.F.S.R. Ministry of Grain Product

## Werk
Meuser war Herausgeber der zehn-bändigen Schriftenreihe aus dem Fachgebiet Getreidetechnologie des Instituts für Lebensmitteltechnologie und Gärungstechnologie der Technischen Universität Berlin sowie der Konferenzschriften des International Symposium on Plant Polymeric Carbohydrates und anderer lebensmitteltechnologischer Konferenzen.

### Schriften (Auswahl)
- Einfluß der Phosphorwasserstoffbegasung auf Inhaltsstoffe und technologische Eigenschaften des Getreides. Berlin 1969
- mit Peter Suckow und Abdalla Abdel-Gawad: Versuche zur Aufklärung des anomalen technologischen Verhaltens nicht backfähiger Weizen. Berlin 1983
- Department of Cereal Technology in the Institute of Food Technology. Berlin 1985
- Development of processing techniques : tropical cereals, roots and tubers. Berlin 1985
- Plant polymeric carbohydrates. Royal Society of Chemistry: Special publication 134; Cambridge 1993
- Progress in plant polymeric carbohydrate research. Hamburg 1995
- Aufarbeitung von Rückbrot unter umweltrelevanten und wirtschaftlichen Gesichtspunkten.[10] Berlin 2002
- mit Ingo Bauer: Produktion funktioneller Weizenspeicherproteine in transgenen Stämmen der Hefe Saccharomyces cerevisiae.[11] Berlin 2006
- mit Gunther Gude: Ballaststoffe. Berlin 2009